# Voliris
Voliris ist ein französischer Luftschiffbauer; die Firma ist in der Entwicklung von High-Tech-Hybridluftschiffen tätig; es hat seinen Sitz in Moulins (Allier) in Zentralfrankreich und besitzt dort einen eigenen Luftschiffhangar.

## Hintergrund
Die 1999 gegründete französische Firma entwickelte eine Reihe von Prototypen, darunter das bemannte, voll flugfähige Modell Voliris 900, das ab 2003 getestet wurde und dann 4 Jahre im kommerziellen Einsatz war (überwiegend als Werbeträger). Ab 2008 ist das Unternehmen unter neuem Eigner rein in der Entwicklung tätig: Aus dem Modell 900 wurden die Modelle 901 und 902 in mehreren Varianten abgeleitet; diese Prototypen wurden als sogenannte Hybridluftschiffe entwickelt, bei denen die aerodynamische Form des Hülle zusätzlichen Auftrieb erzeugt; die Firma experimentiert dabei auch mit dem ferngesteuerten Flug. Im November 2016 flog Modell V902 ULM mit einer nur 80 m² großen als Tragfläche geformten Hülle im bemannten Flug und erwarb damit einen Eintrag ins Guinness-Buch der Rekorde als kleinstes Luftschiff.
2016 wurde auch das Projekt NATAC (Navette Aérienne de Transport Automatique de Containers) vorgestellt: es handelt sich um ein automatisiertes Hybrid-Luftschiff zum Transport von 40'/32 Tonnen Standard-Containern in unwegsamen Gelände; mit einer projektierten Reichweite von 1000 km ist als möglicher Einsatz u. a. die automatisierte Versorgung von logistischen Stützpunkten in Wüsten vorgesehen. Ein Versuchsmodell im Maßstab 1:7 flog erstmals erfolgreich am 30. August 2017.

## Voliris 900
Das erste bemannte Luftschiff – die Voliris 900 (F-WAAN) – unternahm am 26. Juni 2003 seinen Jungfernflug. Das Luftschiff wurde im Hangar Y, einer der ältesten Luftschiffhallen der Welt, für seinen Flug vorbereitet.
Das Schiff ist als Prallluftschiff ausgeführt.
Besonders auffällig ist die Aufhängung der Gondel an Seilen unter der Hülle, wie es ähnlich auch bei Ballons üblich ist. Die Hülle wurde von der russischen Firma RosAeroSystems entwickelt und gefertigt.
Die Gondel selbst besteht aus einem halboffenen, verglasten Cockpit und dem dahinterliegenden Antrieb. Sie erinnert stark an Goldfischglas-Cockpits von Hubschraubern.
Direkt hinter dem Cockpit geht die Form der Gondel fließend in die Ummantelung eines Gebläses für den Vertikalschub über. Es wird von dem dahinter liegenden Kolbenmotor angetrieben, der auch den Schubpropeller für den Vortrieb antreibt.
Das Schiff trug die neue Kennung F-03VS.

### Technische Daten
- Länge: 31 m
- Durchmesser: 8 m
- Tragkörpervolumen: 1000 m³
- Traggas: 900 m³ Helium
- Hüllenoberfläche: 615 m²
- Antrieb: 100-PS-Motor
- Höchstgeschwindigkeit: 85 km/h
- Reise-/Marschgeschwindigkeit: 75 km/h
- Flugdauer: 5 Stunden
- Besatzung: ein Pilot und ein Passagier